# سایه باران

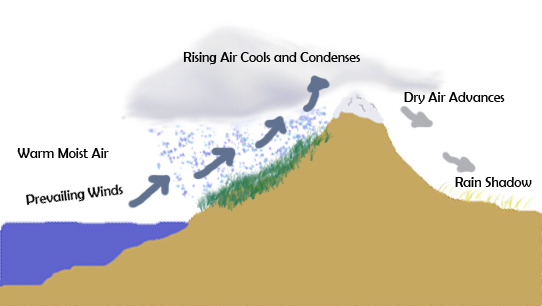
یک نمونه از سایه باران

سایه‌باران منطقه‌ای خشک در سمت بادگیر منطقۀ کوهستانی است (دور از باد). کوه‌ها  مانع عبور سیستم‌های آب و هوایی باران‌زا  می‌شوند و  سایۀ خشکی را پشت آنها به وجود می‌آورند.
همان‌طور که در شکل نشان داده شده است، هوای گرم و مرطوب را بادهای غالبی که به سمت قلۀ کوه در حرکت‌اند جذب می‌کنند. بدین ترتیب، ابرها در آنجا متراکم می‌شوند و  قبل از آن که از قله عبور کنند ناگهان پایین می‌آیند. هوای بدون رطوبت در پشت کوه پیشروی می‌کند که در نتیجه یک منطقۀ خشک‌تر به نام سایه‌باران می‌سازد.

## توصیف
این وضعیت به سبب هوای مرطوب گرمی که پشت رشته‌کوه تجمع یافته پدید می‌آید. چون فشار جو با افزایش ارتفاع کاهش می‌یابد، هوا به‌طور بی‌دررو تا  نقطهٔ شبنم خنک می‌شود (منظور همان نقطۀ شبنم در فشار ثابت است که معمولاً در پیش بینی‌های آب وهوایی گزارش نمی‌شود).

## مناطق سایه باران قابل توجه

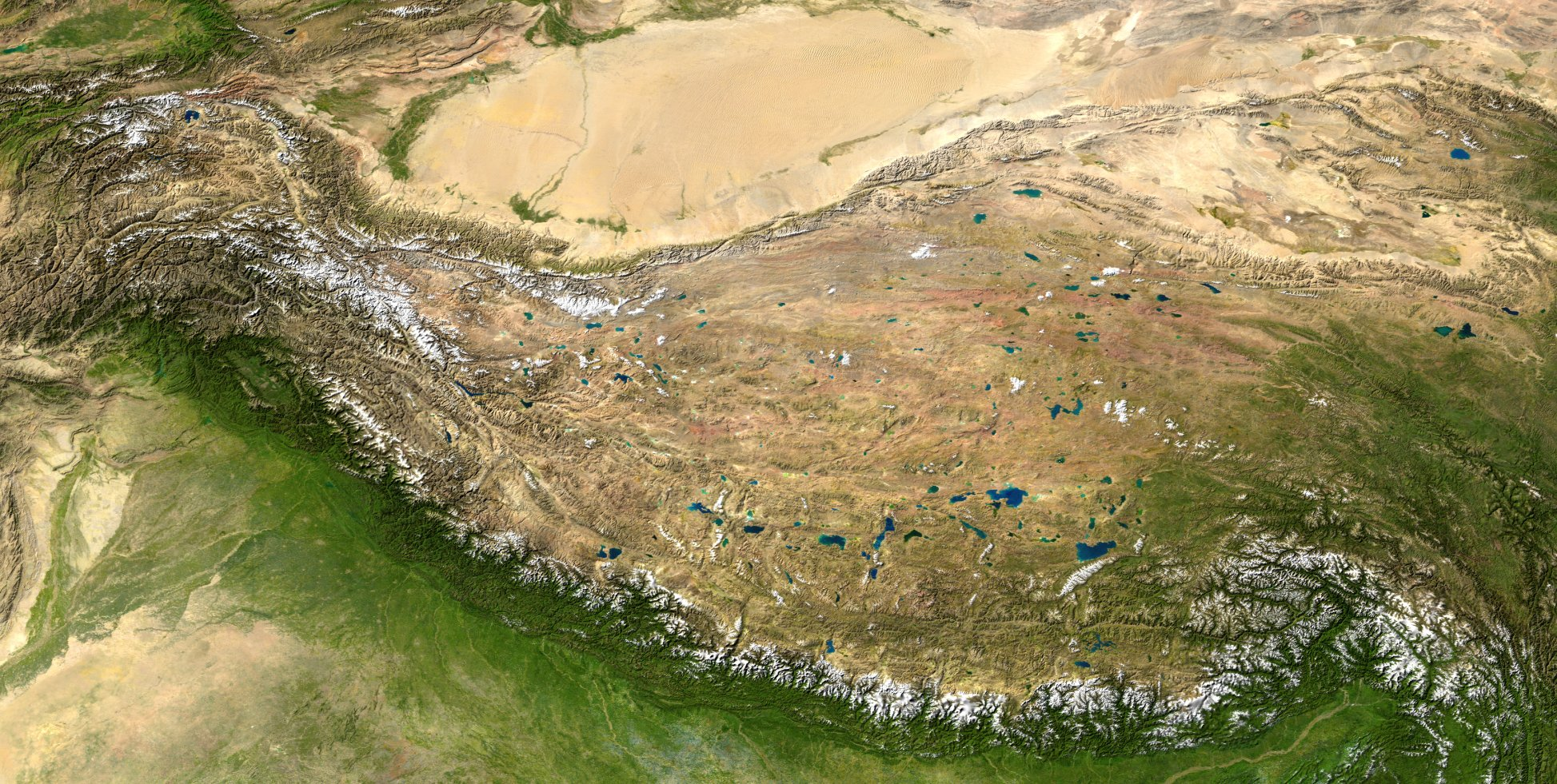
فلات تبت (بالا) بارزترین نمونۀ سایه‌باران است. رشته‌کوههیمالیا مانع گذر ابرهای باران‌زا به سمت شمالی می‌شود و در نتیجه آب و هوای خشک در سمت پشت حکم‌فرماست

در ایران نیز رشته‌کوه البرز مانع گذر ابرهای باران‌زا به مناطق مرکزی می‌شود. بدین ترتیب، مناطق شمالی رشته‌کوه البرز سرسبزند و مناطق جنوب خشک.

نمونه‌های قابل توجه سایه باران شامل:

### آسیا
تکله‌مکان نمونه شناخته شده بیابانی آن در چین است.

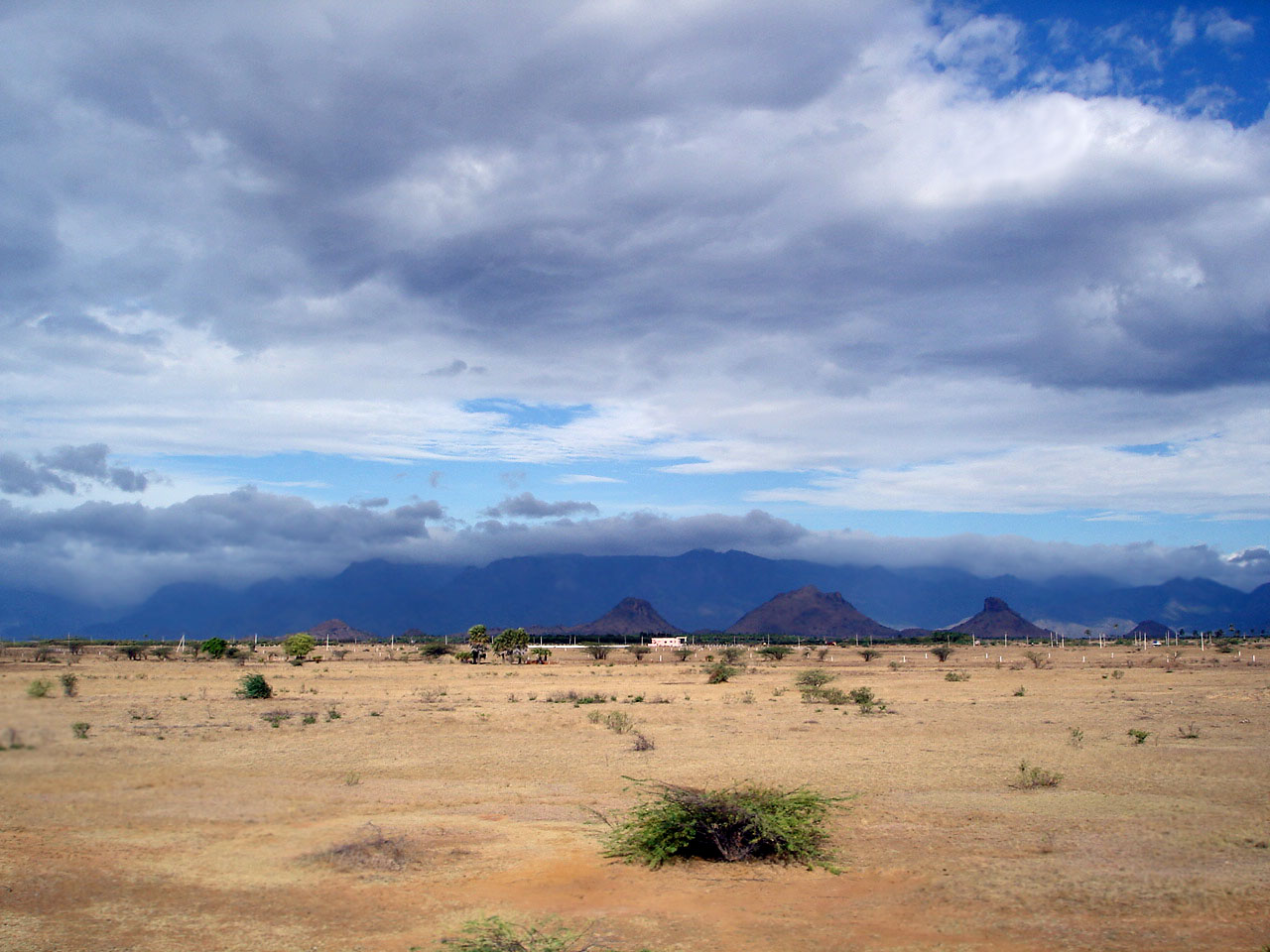

همچنین، در کشور ایران رشته کوه البرز دقیقا مثل رشته کوه هیمالیا عمل می‌کند و مانع نفوذ رطوبت به جنوب آن می‌شود در نتیجه قسمت شمالی سرسبز و قسمت جنوبی خشک

### اروپا
اما در قاره سبز هیچ یک از مناطق سایه باران وجود ندارد به دلیل اینکه سیستم مرطوب آتلانتیک از دو طرف رشته کوه آلپ نفوذ می‌کند در نتیجه هر دو طرف سرسبز و مرطوب است.